# Пинчук, Николай Григорьевич
Николай Григорьевич Пинчук (4 февраля 1921 — 12 января 1978) — командир 1-й эскадрильи 18-го гвардейского истребительного авиационного полка, гвардии капитан, Заслуженный военный лётчик СССР (1969).

## Биография
Родился 4 февраля 1921 года в деревне Будёновка ныне Бобруйского района Могилёвской области в семье крестьянина. Белорус. С 1938 года -в ВЛКСМ.
В 1940 году окончил 10 классов школы и Бобруйский аэроклуб. В том же, 1940 году, добровольцем пошёл служить в Красную Армию. В 1940 году окончил 8-ю Одесскую, в 1941 году — Конотопскую, в 1942 году — Армавирскую военные авиационные школы пилотов.
На фронтах Великой Отечественной войны с августа 1942 года в 32-м истребительном авиационном полку. В октябре 1942 года прибыл в 18-й гвардейский истребительный авиационный полк. 30 августа 1943 года вблизи города Ельни Н. Г. Пинчук был ранен после тарана вражеского пикировщика Ju-87. Был отправлен в госпиталь на лечение. 2 сентября всех раненых на автомашинах повезли к железнодорожной станции для эвакуации в тыл. По дороге Н. Г. Пинчук бежал в свой полк и через месяц был уже снова в боевом строю. Весной 1944 года был назначен заместителем командира, а в январе 1945 года — командиром 1-й эскадрильи.
Указом Президиума Верховного Совета СССР от 19 апреля 1945 года за 226 боевых вылетов, 46 воздушных боёв, 18 сбитых самолётов противника и проявленные при этом мужество и высокое лётное мастерство, гвардии капитану Пинчуку Николаю Григорьевичу присвоено звание Героя Советского Союза с вручением ордена Ленина и медали «Золотая Звезда».
Член ВКП/КПСС с 1945 года.
Всего в годы войны он совершил 307 боевых вылетов, участвуя в 68 воздушных боях, сбил 24 вражеских самолёта – 22 лично (один тараном) и 2 в группе.
После войны продолжал службу в ВВС. В 1954 году с отличием окончил Военно-воздушную академию. С 1975 года полковник Н. Г. Пинчук — в запасе.
Жил в городе-герое Минске.
Умер 12 января 1978 года. Похоронен на Восточном кладбище в Минске.

## Награды
Полковник, заслуженный военный лётчик СССР. Награждён орденом Ленина (19.04.1945), 4 орденами Красного Знамени (23.07.1943, 19.02.1944, 01.07.1944, 14.08.1957), орденом Отечественной войны 1-й степени (27.08.1943), 2 орденами Красной Звезды (26.10.1955, 22.02.1968), орденом «За службу Родине в Вооружённых Силах СССР» 3-й степени (30.04.1975), медалями

## Мемуары
- Пинчук Н. Г. В воздухе — «яки». — Минск: «Беларусь», 1977.